# Rogeria bigibbosa
Rogeria bigibbosa är en sesamväxtart som beskrevs av Adolf Engler. Rogeria bigibbosa ingår i släktet Rogeria och familjen sesamväxter. Inga underarter finns listade i Catalogue of Life.